# Helodon submulticaulis
Helodon submulticaulis är en tvåvingeart som beskrevs av Yankovsky 2000. Helodon submulticaulis ingår i släktet Helodon och familjen knott. Inga underarter finns listade i Catalogue of Life.